# Dasycercus
Dasycercus é um gênero de marsupial da família Dasyuridae. Os animais deste gênero são conhecidos vernaculamente como mulgaras.

## Espécies
- Dasycercus cristicauda (Krefft, 1867)
- Dasycercus blythi Waite, 1904